# (4187) Shulnazaria
(4187) Shulnazaria est un astéroïde de la ceinture principale.

## Description
(4187) Shulnazaria est un astéroïde de la ceinture principale. Il fut découvert le 11 avril 1978 à Naoutchnyï par Nikolaï Tchernykh. Il présente une orbite caractérisée par un demi-grand axe de 3,05 UA, une excentricité de 0,11 et une inclinaison de 1,3° par rapport à l'écliptique.

## Compléments